# Anne Dot Eggers Nielsen
Anne Dot Eggers Nielsen (6 de novembro de 1975) é uma ex-futebolista e jornalista dinamarquesa que atuava como meia.

## Carreira
Anne Dot Eggers Nielsen representou a Seleção Dinamarquesa de Futebol Feminino, nas Olimpíadas de 1996.